# Thomas Funding
Thomas Funding Therkildsen (født 3. november 1983 i Holstebro) er en dansk journalist og tidligere byrådsmedlem, der siden februar 2025 har været administrerende direktør for TV2 Fyn.
Funding er opvokset på en gård ved Gamst og er student fra Vejen Gymnasium og HF. Han blev derefter uddannet markedsføringsøkonom fra TietgenSkolen i Odense i 2008 og bachelor i journalistik fra Syddansk Universitet i 2012. I gymnasieårene blev han politisk aktiv i Danmarks Socialdemokratiske Ungdom og blev inden flytningen til Odense lokalformand. Ved kommunalvalget 2005 blev han valgt til Odense Byråd for Socialdemokratiet, hvor han blev sit partis politiske ordfører og fik prædikatet kronprins, idet han blev set som en arvtager efter daværende borgmester Anker Boye. Han blev genvalgt i 2009, men forlod byrådet i 2010, hvor han kom i praktik som journalist på TV 2 Nyhederne.
Efter praktiktiden var han fra 2012 politisk reporter på TV 2 Nyhederne, fra maj 2015 tillige politisk analytiker. I 2017 blev han redaktør for TV 2-regionernes redaktion på Christiansborg, men skiftede i 2018 til en stilling som politisk redaktør for Avisen Danmark. Her var han til maj 2021, hvor han vendte tilbage til TV 2 til en stilling som chefredaktør for TV 2 Nyhederne. I januar 2024 offentliggjorde Jyllands-Posten, at han i april samme år tiltrådte som politisk redaktør på avisen. Denne stilling forlod han med udgangen af januar 2025.
Privat bor Thomas Funding i Odense med sin hustru og parrets tre sønner.